# Gomphostemma hemsleyanum
Gomphostemma hemsleyanum là một loài thực vật có hoa trong họ Hoa môi. Loài này được Prain ex Collett et Hemsl. mô tả khoa học đầu tiên năm 1890.